# Кацухиро Кусаки
Кацухиро Кусаки (јап. 草木 克洋; 12. април 1962) бивши је јапански фудбалер.

## Каријера
Током каријере је играо за Јанмар Дизел, Гамба Осака и Кјото Санга.

## Репрезентација
За репрезентацију Јапана дебитовао је 1988. године. За тај тим је одиграо 2 утакмице.

## Статистика
| Јапан  | Јапан   | Јапан  |
| Година | Наступи | Голови |
| ------ | ------- | ------ |
| 1988.  | 2       | 0      |
| Укупно | 2       | 0      |